# Ramanathapuram
Ramanathapuram è una suddivisione dell'India, classificata come municipality, di 61.976 abitanti, capoluogo del distretto di Ramanathapuram, nello stato federato del Tamil Nadu. In base al numero di abitanti la città rientra nella classe II (da 50.000 a 99.999 persone).

## Geografia fisica
La città è situata a 9° 22' 60 N e 78° 49' 60 E e ha un'altitudine di 1 m s.l.m..

## Società

### Evoluzione demografica
Al censimento del 2001 la popolazione di Ramanathapuram assommava a 61.976 persone, delle quali 31.158 maschi e 30.818 femmine. I bambini di età inferiore o uguale ai sei anni assommavano a 6.634, dei quali 3.420 maschi e 3.214 femmine. Infine, coloro che erano in grado di saper almeno leggere e scrivere erano 48.930, dei quali 26.051 maschi e 22.879 femmine.